# Parauxa alluaudii
Parauxa alluaudii là một loài bọ cánh cứng trong họ Cerambycidae.